# El Plateado de Joaquín Amaro
El Plateado de Joaquín Amaro è una municipalità dello stato di Zacatecas, nel Messico centrale, il cui capoluogo è la località omonima.
Conta 1 609 abitanti (2010) e ha una estensione di 354,83 km².
Il termine Plateado ricorda un bandito che derubava i viaggiatori e che imperversava in questa zona: era chiamato così perché aveva sui vestiti numerose borchie in argento, plata in spagnolo. A tale nome è stato aggiunto Joaquín Amaro, in ricordo del generale originario di Zacatecas.